# Tiếng Lakota
Tiếng Lakota (Lakȟótiyapi //la.ˈkˣɔ.tɪ.ja.pɪ//) là một ngôn ngữ Sioux được nói bởi người Lakota của bộ tộc Sioux. Tiếng Lakota có thể hiểu được lẫn nhau với hai phương ngữ của tiếng Dakota, đặc biệt là phương ngữ Tây Dakota, và là một trong ba phương ngữ lớn của tiếng Sioux.

## Lịch sử và nguồn gốc
Những câu chuyện về sự tạo thành của người Lakota nói rằng ngôn ngữ đã bắt nguồn từ việc tạo ra của bộ tộc. Những câu chuyện về sự tạo thành khác nói rằng ngôn ngữ đã được sáng chế bởi Iktomi.

## Chữ viết
| Chữ   | Tên chữ | Cách phát âm |
| ----- | ------- | ------------ |
| A a   | a       | [a]          |
| Aŋ aŋ | aŋ      | [ə̃]          |
| B b   | be      | [b]          |
| Č č   | ču      | [tʃ]         |
| Čh čh | čhi     | [tʃʰ]        |
| Č' č' | č'ó     | [tʃʼ]        |
| E e   | e       | [ɛ]          |
| G g   | gli     | [ɡ]          |
| Ǧ ǧ   | ǧu      | [ʁ] / [ʀ]    |
| H h   | ha      | [h]          |
| Ȟ ȟ   | ȟe      | [χ]          |
| I i   | i       | [ɪ]          |
| Iŋ iŋ | iŋ      | [ɪ̃]          |
| K k   | ku      | [k]          |
| Kh kh | khi     | [kʰ]         |
| Kȟ kȟ | kȟa     | [kˣ]         |
| K' k' | k'o     | [kʼ]         |
| L l   | la      | [l]          |
| M m   | ma      | [m]          |
| N n   | na      | [n]          |
| O o   | o       | [ɔ]          |
| P p   | pu      | [p]          |
| Ph ph | phi     | [pʰ]         |
| Pȟ pȟ | pȟa     | [pˣ]         |
| P' p' | p'o     | [pʼ]         |
| S s   | sa      | [s]          |
| Š š   | še      | [ʃ]          |
| T t   | tu      | [t]          |
| Th th | thi     | [tʰ]         |
| Tȟ tȟ | tȟa     | [tˣ]         |
| T' t' | t'o     | [tʼ]         |
| U u   | u       | [ʊ]          |
| Uŋ uŋ | uŋ      | [ʊ̃]          |
| W w   | wa      | [w]          |
| Y y   | ya      | [j]          |
| Z z   | za      | [z]          |
| Ž ž   | že      | [ʒ]          |
| ''    | khéze   | [ʔ]          |